# Vicente Inglés

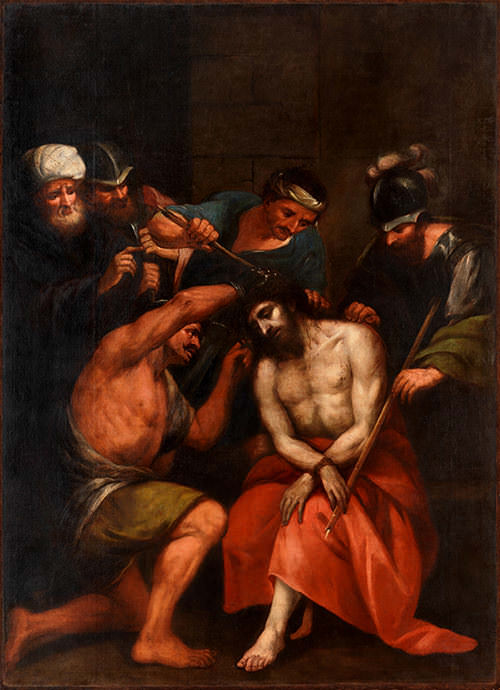
Cristo coronado de espinas, catedral de Valencia, puerta del vestuario de canónigos

Vicente Inglés fue un pintor español, hijo del también pintor José, nacido en Valencia y muerto el 30 de agosto de 1821.

## Biografía
Formado en el taller paterno, su primera actividad conocida se localiza en Murcia, donde pintó en la capilla del Colegio de Teólogos de San Isidoro. La serie que se le atribuye se compone de las siguientes obras: San Isidoro predicando desde la cátedra, San Francisco de Sales, San Felipe Neri, Cristo Redentor, Virgen Dolorosa, Tránsito de San Alejo y Santa Irene. Esta serie se puede contemplar en su ubicación original, el antiguo oratorio del Colegio de Teólogos, actual Salón de actos del IES Licenciado Francisco Cascales de Murcia.  
Teniente director de la Real Academia de Bellas Artes de San Carlos, otras obras se conservan en la catedral de Valencia, la capilla de la Comunión de la Iglesia de San Martín de Valencia (Multiplicación de los panes y los peces), el Museo del Prado (Santa Teresa de Jesús) y la Real Academia de Bellas Artes de San Fernando (Retrato del pintor Cristóbal Valero). Vivió y murió pobre. 